# Вукнић
Вукнић је насељено мјесто у општини Источни Стари Град, Република Српска, БиХ. Према попису становништва из 1991. године у насељу је живјело 43 становника.

## Становништво
| Националност | 2013. | 1991.     | 1981.     | 1971.     | 1961. | 1953. | 1948. |
| Муслимани    | –     | 43 (100%) | 52 (100%) | 67 (100%) | –     | –     | –     |
| Укупно       | 5     | 43        | 52        | 67        | –     | –     | –     |

| Демографија | Демографија | Демографија |
| Година      | Становника  | Становника  |
| ----------- | ----------- | ----------- |
| 1971.       | 67          |             |
| 1981.       | 52          |             |
| 1991.       | 43          |             |
| 2013.       | 5           |             |